# 俞省三
俞省三（1866年—1930年代），字勿齐，号月樵，又号觉甫行一。浙江省紹興府蕭山縣人，清朝政治人物、進士出身。

## 生平
俞省三是宋朝俞梁之子俞亨宗的后人，同治丙寅年（1866年）二月初九生于萧山县桃源乡谢尖坞树篷王。浙江绍兴府萧山县学廪膳生，民籍。光绪乙丑年（1889年，23岁）乡试中式举人（第50名）；光绪甲午年（1894年，28岁）会试中式第4名，殿试二甲第50名，赐进士出身，钦点“内阁中书”，后任吴城同知。1903年后任江西宜黄、余干、玉山、南昌知县。辛亥革命后，回到杭州三官巷自己的住所，直至去世（大约在1930年代）。
光緒二十年（1894年），参加光緒甲午科殿試，登進士二甲50名。同年五月，授内阁中书。